# Guslagie Malanda
Guslagie Malanda est une actrice française et curatrice d'art.
Elle apparaît en rôle principal dans les films Mon amie Victoria (2014) et Saint Omer (2022).

## Biographie
Guslagie Malanda grandit dans le Val-d'Oise et développe un intérêt pour la littérature, l’art et le cinéma dès l'enfance,. Sa mère est une professeure agrégée d'allemand, ancienne élève de l'ENS, et son père est ingénieur. Après une classe préparatoire littéraire, Malanda étudie l'histoire de l'art à l'université.
En 2012, alors qu'elle assiste à un vernissage, elle est repérée par un proche de la directrice de casting Sarah Teper, qui lui fait passer une audition pour le film Mon amie Victoria de Jean Paul Civeyrac. Guslagie Malanda est sélectionnée pour le rôle principal et fait ses débuts à l'écran en 2014. Elle obtient le rôle après qu'une connaissance travaillant sur le film lui a recommandé de participer aux auditions. Son interprétation reçoit un bon accueil, une critique du New York Times mentionne notamment sa « performance pensive » dans le rôle de Victoria, jeune mère qui reprend contact avec une famille qui l'a autrefois accueillie. Aux États-Unis, le film est nommé pour les Black Reel Awards. Malgré ces débuts prometteurs, plusieurs années s'écoulent sans que Guslagie ne tourne dans d'autres films. En tant que Française noire, elle refuse les rôles qu'elle considère comme trop stéréotypés tels que ceux de criminelles, migrantes ou prostituées, qui constituent la quasi-totalité des rôles qui lui sont proposés,,. Pendant cette période, elle travailler en tant que curatrice d’art et se qualifie elle-même d'« actrice dans le secret ». En 2018, elle accepte un rôle secondaire dans un épisode de la série télévisée américaine The Romanoffs.
La réalisatrice Alice Diop, connaissance éloignée de Guslagie Malanda, la convainc de reprendre sa carrière d'actrice en lui proposant un rôle dans Saint Omer (2022). Inspiré de l'affaire Fabienne Kabou, le film met en scène Guslagie dans le rôle de Laurance Coly, une étudiante sénégalaise jugée pour avoir tué son enfant de 15 mois en l'abandonnant sur une plage à Berck, dans le Pas-de-Calais, à marée montante,. En acceptant ce rôle important qu'elle considère comme une « responsabilité », Guslagie Malanda décide de se vouer à sa carrière d'actrice. Elle se prépare de manière intensive pour le rôle et pratique notamment le tai chi pour apprendre à maîtriser sa respiration à la barre du tribunal,. Le tournage du film est exigeant, Guslagie devant réciter de très longs monologues et  passant de longues heures de tournage dans la peau du personnage. Elle raconte en avoir fait des cauchemars pendant près d'un an avant les séances de tournage,. L'interprétation de Guslagie Malanda est à nouveau saluée par la critique, The New York Sun loue sa « performance remarquable » pour ses « proportions imposantes, sa subtilité et son audace ». Anthony Oliver Scott écrit dans le New York Times que Guslagie donne à son personnage « la dignité tragique et pénétrante d'une héroïne racinienne ». Elle est nommée pour le César du meilleur espoir féminin pour Saint Omer lors de la 48e cérémonie des César.
En 2023, Guslagie apparaît dans La Bête de Bertrand Bonello, film dans lequel elle interprète une poupée douée d'émotions.

## Filmographie

### Cinéma
- 2014 : Mon amie Victoria de Jean-Paul Civeyrac : Victoria
- 2022 : Saint Omer d'Alice Diop : Laurence Coty
- 2023 : La Bête de Bertrand Bonello : Poupée Kelly
- 2025 : Dossier 137 de Dominik Moll : Alicia Mady

### Télévision
- 2018 : The Romanoffs (série télévisée) de Matthew Weiner, épisode 1 The Violet Hour : Clotilde

## Distinctions

### Récompense
- International Cinephile Society Awards 2023 : Meilleure actrice pour Saint Omer

### Nominations
- Césars 2023 : nomination au César du meilleur espoir féminin pour Saint Omer
- Lumières 2023 : nomination au Lumière de la révélation féminine pour Saint Omer
- International Cinephile Society Awards 2023 : Meilleure révélation pour Saint Omer